# Günther E. Freytag
Günther Erich Freytag (* 14. Januar 1918 in Exin, Posen, Deutsches Kaiserreich; † 20. August 1989 in Ost-Berlin) war ein deutscher Herpetologe. Sein Interesse galt den Schwanzlurchen.

## Leben
Freytag war der Sohn eines Juristen. Durch die Versetzung seines Vaters nach Sachsen zog die Familie nach Erxleben bei Magdeburg, wo Freytag eingeschult wurde. Er wechselte in das Dom-Kloster-Gymnasium in Magdeburg, wo er 1937 sein Abitur machte. Im Alter von zwölf Jahren machte Freytag Bekanntschaft mit Willy Wolterstorff, der zu der Zeit Kurator der zoologischen Sammlung am Museum für Naturkunde und Vorgeschichte in Magdeburg war. 1934 wurde er Assistent von Wolsterstorff im Museum. 
Nach dem Abitur begann Freytag ein Lehramtsstudium an der Universität Braunschweig, bis er nach zwei Semestern im Jahr 1938 zur Wehrmacht einberufen wurde. Infolge seines schlechten Gesundheitszustandes wurde er vom Frontdienst verschont und leistete seinen Dienst in der Schreibstube. Dies gab ihm die Gelegenheit, während seiner Beurlaubung zwei Semester Zoologie, Botanik, Physik und Chemie an der Universität Halle zu studieren. Nach Kriegsende kehrte er nach Magdeburg zurück, wo er Mitarbeiter des Volksbildungsamtes wurde. Zu seinem Aufgabenbereich zählte die Betreuung des Museums- und Archivwesens, des Zoos und der Stadtgeschichtsforschung sowie des Naturschutzes. Die Stadt Magdeburg und das Naturkundemuseum wurden während des Krieges total zerstört. Die ausgelagerten Bestände des Museums waren zum größten Teil vernichtet. Willy Wolterstorff starb im Januar 1943. Freytag nahm am Wiederaufbau des Museums teil und initiierte die ersten naturkundlichen Ausstellungen im teilweise wiederhergestellten Gebäude des Kulturhistorischen Museums. Als Redakteur belebte er das während des Krieges eingestellte Museumsjournal Abhandlungen für Naturkunde und Vorgeschichte wieder und er gab die Publikation Magdeburger Forschungen heraus. Daneben unterrichtete er Biologie an der Abendoberschule und an der Volkshochschule. Im Museum widmete er sich bereits ab 1945 dem Aufbau einer neuen Spezialsammlung von Salamandern und Molchen, die als Neue Wolterstorff-Sammlung ein bedeutendes Denkmal für seinen Mentor wurde. Als Freytag 1970 seine Mitarbeit an dieser Sammlung beendete, umfasste sie wieder 1300 Exemplare. 
1951 wurde Freytag Redakteur beim Volk und Wissen Verlag in Ost-Berlin, einem Spezialverlag für Lehrbücher und Biologiebücher. 1954 wechselte er als Fachredakteur und später als stellvertretender Chefredakteur zum Akademie-Verlag Berlin. Dort war er für die Ressorts Biologie, Medizin und Landwirtschaft verantwortlich. Durch Verlagskontakte mit Ungarn bekam Freytag die Möglichkeit, Reisen in dieses Land zu unternehmen, wo er Molch- und Froschexkursionen durchführte. Von 1952 bis 1954 besuchte er die Vorlesungen von Alfred Kaestner in Spezieller Zoologie an der Humboldt-Universität zu Berlin und 1954 machte er dort seinen Abschluss als Diplombiologe. 1970 wurde er wissenschaftlicher Mitarbeiter im Rechenzentrum des Zentralinstituts für Molekularbiologie der Akademie der Wissenschaften zu Berlin. 1978 wurde er mit der Dissertation Beiträge zur Systematik und Taxonomie, Biologie und Ökologie der urodelen Amphibien (Amphibia, Caudata), insbesondere der Familie Salamandridae, zusammengestellt nach Ergebnissen eigener Publikationen aus den Jahren 1935–1977 zum Doktor der Naturwissenschaften promoviert. 1982 wurde er nach einem postgradualen Studium auf genetischem Gebiet Fachbiologe der Medizin. 1983 wurde er pensioniert.
Auf das Konto von Freytag gehen 187 Publikationen, davon befassen sich 137 mit der Herpetologie und der Terraristik sowie mit dem Naturschutz. Andere Schriften befassten sich mit der Schulbiologie, mit der Krebsforschung und anderen medizinischen Themen, der Arbeitsphysiologie sowie mit der Statistik. Sein erster Aufsatz über die Unterarten des Bergmolches wurde 1935 in der Fachpublikation Blätter für Aquarien und Terrarienkunde veröffentlicht, die von Wolsterstorff herausgegeben wurde. 1954 und 1959 erschienen die Schriften Der Teichmolch und Feuersalamander und Alpensalamander in der Neuen Brehm-Bücherei. 1967 schrieb er das Kapitel Klasse Amphibia – Lurche für die Buchreihe Urania-Tierreich und 1970 den Abschnitt Heutige Lurche, Schwanzlurche, Blindwühlen für Grzimeks Tierleben. Bereits 1955 war er für den Abschnitt über die Lurche in Erwin Stresemanns Exkursionsfauna für Deutschland verantwortlich. 1976 erschien das Büchlein Vom Wasser- zum Landleben.
1955 beschrieb Freytag den Kosswig-Teichmolch (Lissotriton kosswigi) aus der Türkei, den er zu Ehren von Curt Kosswig benannte. 1977 beschrieb er mit Hans-Joachim Eberhardt das Wassermolch-Taxon Cynops shataukokensis aus China, das jedoch 1994 von Wolfgang Böhme und Wolfgang Bischoff als Synonym des Japanischen Feuerbauchmolches (Cynops pyrrhogaster) eingestuft wurde.

## Ehrungen
1966 wurde Freytag von der Deutschen Akademie der Wissenschaften zu Berlin mit der Leibniz-Medaille in Silber ausgezeichnet.